# 米切爾維爾 (愛荷華州)
米切爾維爾（英語：Mitchellville）是一個位於美國愛荷華州波爾克縣和傑斯帕縣的城市。

## 地理
米切爾維爾的座標為41°40′02″N 95°21′37″W / 41.66722°N 95.36028°W，而該地的平均海拔高度為297米（即974英尺）。

## 人口
根據2010年美國人口普查的數據，米切爾維爾的面積為6.06平方千米，當中陸地面積為6.03平方千米，而水域面積為0.03平方千米。當地共有人口2254人，而人口密度為每平方千米371人。